# Correbidia calopteridia
Correbidia calopteridia är en fjärilsart som beskrevs av Butler 1878. Correbidia calopteridia ingår i släktet Correbidia och familjen björnspinnare. Inga underarter finns listade i Catalogue of Life.